# Mostonga
La Mostonga, en serbe cyrillique Мостонга, est une rivière de Serbie qui coule dans la province autonome de Voïvodine, et plus précisément dans la région de la Bačka. Elle a une longueur de 70 km. Elle est un affluent gauche du Danube.

## Géographie
La Mostonga mesurait autrefois 92 km de long. Mais de nombreux travaux, notamment de canalisation, l'ont raccourcie.
La rivière fait partie du bassin de drainage de la Mer Noire. Elle n'est pas navigable.

## Cours supérieur

### Canal de la Grande Bačka
La Mostonga prend sa source dans des marécages, au nord de la ville de Sombor, près du village de Nenadići. Elle oriente sa course en direction du sud et passe dans les faubourgs de Sombor. Elle est alors canalisée pour la première fois et s'insère dans le canal de la Grande Bačka.

### Canal Danube-Tisa-Danube
La rivière continue vers le sud jusqu'à Čičovi, mais peu après, à Prigrevica, la rivière est de nouveau canalisée sur 25 km. Elle passe à Doroslovo et Srpski Miletić. La Mostonga constitue alors une partie du principal canal de Voïvodine et de Serbie, le canal Danube-Tisa-Danube (DTD).

## Cours moyen

### Odžaci
Au nord-ouest de la ville d'Odžaci, la Mostonga se sépare du canal Danube-Tisa-Danube canal tout en restant canalisée. Dans cette partie de son cours, elle fait un large coude, de Srpski Miletić à Karavukovo.

### Bački Petrovac-Karavukovo Canal
Après Karakutovo, elle s'insère dans le canal de Bački Petrovac-Karavukovo et traverse Deronje et la petite ville de Bač, où elle se sépare à nouveau des autres canaux.

## Section finale
La Mostonga poursuit sa course vers le sud. Elle se divise en deux bras qui forment un petit delta jusqu'à son confluent avec le Danube. La rivière pénètre dans une zone marécageuse après le village de Mladenovo, à l'ouest de la ville de Bačka Palanka avant de se jeter dans le Danube au moment où il forme des méandres entourant l'île de Šarengradska ada.